# ファイナルファンタジー・クリスタルクロニクル クリスタルベアラー
『ファイナルファンタジー・クリスタルクロニクル クリスタルベアラー』（FINAL FANTASY CRYSTAL CHRONICLES: THE CRYSTAL BEARERS、略称: FFCCTCB、FFCCCB、クリスタルベアラーなど）は、スクウェア・エニックスから2009年11月12日に発売されたWii用ゲームソフト。アメリカでは同年12月26日に発売された。

## 概要・世界観
ファイナルファンタジー・クリスタルクロニクルシリーズ（以下FFCCシリーズ）の第6弾にあたる。「クリスタルベアラー（The Crystal Bearers）」は「クリスタルを帯びた者」という意味。
ユーク族が滅び、リルティ族中心の文明が発達しているなど、シリーズ内の時間軸において最未来の話になっている。
ニンテンドー ゲームキューブ版『ファイナルファンタジー・クリスタルクロニクル』（以下FFCC）に対して、「シングルプレイをきちんと遊びたい」というユーザーの声を反映して、ファイナルファンタジーシリーズ（以下FFシリーズ）らしいストーリー性を重視した作品として発表されたのが本作とニンテンドーDSで発売された『ファイナルファンタジー・クリスタルクロニクル リング・オブ・フェイト』（以下FFCC RoF）である。FFCCシリーズにおいてはクリスタルが大きく物語に関与しているので、本作も同様に重視される模様である。
公式サイトなどで公開されているムービーにはFFシリーズのメインテーマ曲やチョコボが登場している。

### E3でのムービー公開時
E3で公開されたムービーでは、『FFCC』や『FFCC RoF』の「みんなで遊べるFF」の延長線上のイメージで頭身が低く、飛空艇が登場するも、キャラバンの馬車も登場しており、『FFCC』『FFCC RoF』の雰囲気が残っていた。
Wiiで当ソフトを発売するという初めてのアナウンス（PDF）があった時には、Wi-Fi通信機能について述べておりFFCCの延長線上のゲームでニンテンドーWi-Fiコネクションによる協力プレイが遊べるようになることを期待しているファンが多かった。
また、当初はWiiリモコンはあまり意識されないような操作体系になる予定であった。

### SQUARE ENIX PARTY 2007での実機映像公開後
今作のコンセプトは「ヒーローを体感するFF」。前述のE3でのムービー公開時の映像とは180度ゲーム内容が異なっており、FFシリーズのメインテーマが流れ、FFシリーズに準じたアイテムや魔法の増加、キャラクターの頭身の変更、冒険する世界やダンジョンなどが未来的なデザインへと変更、など現在のFFシリーズの本編作品に近い形となっている。『FFCC』ではリアルタイムムービーでイベントシーンを体感できるように見せる特徴を進化させ、自分でイベントシーンが操作できる工夫がなされた。なお、過去作品とはゲームシステム上の連動は無い。
操作体系はWiiリモコンとヌンチャクを併用する、シンプルな操作体系となっている。
本作のエグゼクティブ・プロデューサーである河津秋敏自身も「スタッフにはこれからのFFのスタンダードになるくらいの意気込みで臨むように伝えています」と発言している。

## ストーリー
特殊な能力を持つクリスタルベアラーのレイルは、相棒のクァイスと共にリルティ王国の戦艦「アレクシス号」の護衛に当たっていた。暇をもてあますレイルの周りに突如ズーの群れが出現しアレクシス号を襲い始める。ズーの群れを蹴散らしアレクシス号の艦板に降り立ったレイルの前には参謀長ジュグランと、なぜかジュグランの写真を撮るセルキー族の女ベルの姿が。そこにいきなり空間のひずみが出現し、レイルの能力で中にあるものを引張り出すと、絶滅したはずの種族ユーク族のアミダテリオンが姿を現す。アミダテリオンは胸のポケットの部分から小さなクリスタルを取り出すとアレクシス号の動力エネルギーを小さなクリスタルが吸い始めた。アレクシス号が動力を失うとアミダテリオンはレイルの追撃をかわし退散してしまう。レイルの能力で何とかアレクシス号は不時着し、クァイスとレイルはジュグランからアミダテリオンを捕らえる任務を与えられる。
そしてレイルはクリスタルを巡る冒険に巻き込まれていくこととなる。

## ゲームシステム
- 本作は「シングルプレイをきちんと遊びたい」というユーザーの声を反映し、シングルプレイのみであるが、2本のWiiリモコンを使った協力プレイもできる。『FFCC』のようにワールドマップはあるが、フルポリゴンの3D世界がオープンワールドに近い方式でシームレスに繋ぎ合わされたフィールド上でゲームが展開する。
- ストーリーは主人公の成長物語ではなく、初めから強いヒーローである主人公の活躍を描いた内容。
- 戦う敵キャラクターのデザインは主人公に対して大きめなキャラクターが多い。見上げるような巨体のものもいる。自分で操作できるシャトルやチョコボなども登場する。アイテムのカスタマイズも可能。
- 主人公は「引力」を操る力を持つ。リモコンで画面に照準を合わせ、操作したいオブジェクトをロックオンする。ロックオンしたオブジェクトは吹き飛ばしたり、引き寄せたり、放り投げることが可能。ロックオンは敵モンスターのみならず、一般市民や動物、自然物、置物などマップ上に存在するオブジェクトのほとんどが可能である。オブジェクトによっては特殊な反応を返すこともある。
- 戦闘では主に近くの物を敵に投げ付けたり、敵を吹き飛ばして攻撃する。主人公の行動やモンスターの種類などによって数々の特殊アクションが発生する。
- イベント中も主人公を操作する「プレイアブルイベント」が発生することがある。ストーリー中に「敵を狙撃する」「襲い来る敵から逃走する」「敵に見つからないように脱出する」「ゲーム対決の手助けをする」「ボスキャラクターとの戦闘」などのミニゲームや特殊な戦闘が発生し、クリアすることでストーリーを進行させる。クリア済みのプレイアブルイベントは再チャレンジ可能。
- 「瘴気ストリーム」というものが発生することがある。街以外のフィールドを歩いていると瘴気ストリームによってザコモンスターが召喚される。モンスターを全滅させると瘴気ストリームを閉じることが可能になり、閉じるとフィールドを平定したことになりアイテムが入手できる。しかし瘴気ストリームは時間と共に閉じたり開いたりするので迅速な行動が必要。
- レベル、経験値などの概念は主人公が初めから強いという設定のため登場しないが、ステータスは存在し、装備品で強化できる。また、仲間キャラクターはアクションRPGでのサポートキャラクターのポジションや、切り替えてのプレイヤーキャラクターとしては使用できない。特殊な新しい仲間キャラクターの使い方となる。
- 金銭があり、敵を倒す以外にも民間人をレイルの能力で持ち上げて揺らすとギルを入手できる。しかし、あまりやり過ぎると逮捕されて監獄送りになる。
- フィールドは疲労を感じさせない程度に構造がデフォルメ化されたエリア別にテーマの異なるアトラクション形式。
- 武器や防具は無いが、イベント時では主人公がライフルや槍で戦うシーンがある。
- 一部フィールドではレイルの服装が変更される。
- FFCCシリーズ恒例の合体魔法はゲームに登場しない。
- ムービー中の字幕はON/OFFできる仕様。初期設定はOFFになっている。
- 二週目プレイが存在する。持ち物や集めた称号を引き継げる。また、追加エピソードもある。
- 集められる称号は100個ある。通常のプレイで自然と入手できるものの他、サブイベントをこなしたり、戦闘で特殊なアクションを取ったり、イタズラ（ゲーム中のイベント）も行ったりと、文字通りゲームを遊び尽くさないと全達成は不可能。
- レイルの背中のエンブレムは変更できる。店で素材とギルを使って作る。称号全達成のご褒美としてのものもある。
- いくつかのイベントのスコアが悪かった場合の少しバットな展開が用意されている。逆もある。
- フィールドが変わったときなどにオートセーブが行われる。
- 過去のFFCCシリーズのキャラクターが何人かゲスト出演する。
- 移動はヌンチャクのスティック、アクションはWiiリモコンで行う。
- リモコンの②ボタンで写真が撮れる。SDカードへの保存もでき、イベントやムービー時でも撮ることができる。だが、保存している間はイベントが中断されるので、セリフの途中でやるとよく聞き取れなかったりする。

### チョコボについて
- 黄チョコボと黒チョコボが存在する。近付けば乗れる。歩きより移動速度が速くなり、ダッシュもできる。黄色チョコボは飛ぶことはできない。
- チョコボは乗り捨てられる。元いた場所に戻るらしい。
- チョコボを奪うこともできる。騎乗者を吹っ飛ばして、先に自分が乗れば成功。
- チョコボレースも存在する。旗を規定数倒して戻ってくるというもの。
- モンスターが出てくる、瘴気ストーム出現中のときでもチョコボに乗りっぱなしでいられる。モンスターがレイルたちを避けるようになり、わざと突進すると大抵の相手は吹っ飛ぶ。
- チョコボに乗っているときは、レイルの能力は使えない。
- 黒チョコボは特定の場所でないと乗れない。
- 野生のチョコボもいるが乗れず、逆に襲われる（吹っ飛ばされるだけでダメージは無い）。

## 作中の用語
クリスタルベアラー
体の一部がクリスタル化した異能者のこと、短くして「ベアラー」と呼ぶ者もいる。
常人に比べ身体能力が高くて丈夫で、レイルは崖から落ちても無事だった。能力は個人で分かれており、クリスタルも色や体に刻印されている場所がそれぞれ違う。その力ゆえ人々から忌み嫌われている。1000年前の戦争でユーク族のクリスタルを破壊してまもなく現れ始め、その原因は未だに不明だが、リルティ族は「ユークの呪い」と称して彼らを迫害しており、彼ら専用とも言える法律もある。
作中で確認されているベアラーはクラヴァット族ではレイルとブレイズ、リルティ族ではアルテアとジュグラン、ユーク族ではアミダテリオンである。なぜかセルキー族には現れない。
リザレクション
謎のユーク族アミダテリオンの目的で、その内容はユークのクリスタルを元に戻すこと。行うにはクリスタルアイドルが必要。3回に分けて行われる（クリスタルアイドルが3つのため）。
魔晶石
この世界においての主な動力源で、その正体は1000年前に破壊されたユーク族のクリスタルの破片。後に表れる赤い魔晶石はジュグランが作り上げたもの。
クリスタルアイドル
アルフィタリア王国の至宝、全部で3つある。内の2つは終戦記念碑の地下に保管されていたらしいが1つはアミダテリオン、もう1つはベルにより持ち出されてしまう。最後の1つはアルテアが身に着けている。
ユーク族の破壊されたクリスタルを光に変え吸い込む力を持っており、アミダテリオンはこれを使って「リザレクション」を行っている。なお、リザレクションを行う際はかなり高温を発する（最初にリザレクションが行われた際、レイルは「熱い」と発言。しかし2度目は発言しなかった）1度リザレクションを行うと元々の輝きは失われ黒ずむ。アレクシス号が不時着した原因にもなった。光る際は魔法陣のような物が周りに現れる。それぞれ緑（アミダテリオンが持ち出したもの）、黄色（ベルが持ち出したもの）、白（アルテアが持っているもの）と分けされている。
なお、アミダテリオンが持ち出したクリスタルアイドルはクァイスが持ち帰ったため、仕官に出世するきっかけにもなった。
ユークの究極魔法
1000年前ユーク族が魔法技術の粋を尽くして作り上げた魔法。その効果はリルティ族のクリスタルを破壊するものだったが先にユーク族のクリスタルが破壊されたため発動はしなかった。しかし消え去ったわけではなく1000年経ってもいまだに効果は消え去っていない（リルティ族のクリスタルの下にある2本の柱のようなものがその跡）。アルテアはリザレクションのあとこれが発動するのではないかと心配していた。
リザレクション完了後に発動したがアルテアとユーク族がリルティ族のクリスタルを守ったため破壊は免れた。

## 登場キャラクター
レイル（Layle）
声：保村真
クラヴァット族の青年。外見は金髪で、右の頬の一部がクリスタル化したクリスタルベアラー。クリスタルベアラーとしての能力は「引力」を自在に操ることだが、実際は「重力」でラストでは空も飛んでいる。クラヴァットらしからぬ自由奔放な性格の持ち主だが、困っている人を放っておけないあたりはクラヴァットらしい。クリスタルベアラーとしての異能の力に恐れる事無く常に余裕を持った態度であらゆる危険やトラブルも逆に好奇心の対象としてしまう。別に「世界を助けよう」とか思っているわけではなく、アミダテリオンとの「貸し借り」で行動している。彼の引力は物体との距離とその場のテンションに大きく影響される。クラヴァットらしからぬ性格ではあるが、ベル曰く「言いたいことがはっきり言えないタイプ」らしい。
アレクシス号の護衛の任務にあたっているときにアレクシス号が襲われ、そこでアミダテリオンと出会い、アミダテリオンからクリスタルアイドルを奪う。クリスタルアイドルによって動力が失われたアレクシス号を操縦し不時着させた（そのとき「ブレーキ」と称して終戦記念碑の英雄像にアレクシス号で体当たりしている）。その後すぐに近衛兵から追われているベルを守り、際に指名手配犯にされる。アミダテリオンを追うべくクァイスと共に世界中を廻るがその内にジュグランの陰謀に気付き、軍艦アレクシス号をそのままクリスタル化し強化したジュグランと戦うこととなる。この際レイルも強化され、クリスタルのような幻影が右頬に現れ、足元にスカイボードのようなものが出ている。壮絶な空中戦の末、クリスタルの戦艦を破壊して勝利するも、満身創痍のジュグランに飛び掛られて遥か上空から落下。その後はクァイスたちに生死不明とされていたが王国のずっと遠くの船に乗っており、能力が消え去ることはなくクリスタルベアラーのままであった。
魔晶機関に力を送り込み、飛空艇などの動力源としても活躍できる。口癖は「俺に任せろ」。その言葉に違わぬ結果を出せるヒーローである。
クァイス（Keiss）
声：杉山紀彰
セルキー族の青年。レイルの相棒的存在。セルキーには珍しく積極的に外界に関わっており、ジュグランを通じて王国とのコネクションを築きつつある。夢は参謀長になることではなく、リルティ族から参謀長の地位を引き摺り下ろすこと。出身はセルキーズギルド。武器はナイフや剣で身分偽装やはったりも得意。ギルドリーダーのバイガリの方針に納得がいかず、ギルドリーダーの座を奪おうと野心を燃やしているが、同時にバイガリの生き方に尊敬の念を抱いてもいる。物語中盤で王国軍初の他種族の仕官（階級は少佐）任命され、エンディングにはアルテアに直接参謀長に推薦される（しかし故郷復興のためにと断っている）。レイルの生存については半ば諦めつつも探す意思は見せていた。なぜかジュグランの右腕に触ってもクリスタル化しなかった。
ベル（Bell）
声：たかはし智秋
セルキー族の少女。クァイス同様積極的に外界に関わっているセルキーであり、情報屋で生計を立てている。盗みはしない主義。高飛車な態度でレイルを扱き使おうとするが、レイルには軽くあしらわれている。出身はクァイスと同じくセルキーズギルド。貴族以外は誰に対しても基本的に同じ態度で接し、親しい女友達相手でもレイルと変わらず軽口である。
アレクシス号に密航していたところ襲撃に巻き込まれ、そこでジュグランの右腕をカメラで撮ってしまいアレクシス号不時着事件の犯人とされ指名手配犯にされる。その後終戦記念碑の地下に遭ったクリスタルアイドルを持ち出し、アミダテリオンやジュグランに雇われたブレイズに追われることとなり、結局はレイルにクリスタルアイドルを預ける。しかしその後「重犯罪人をかくまった容疑」でギルドのメンバーを監獄送りにされ彼らの救出のため自ら捕まるが結局はレイルに自身も助け出される。エンディングではレイルの生存を信じて彼のことを捜し続けていた。
何でもカメラで撮る癖があり、忍んでいるのにフラッシュで気付かれたり、政治的に良からぬ場面を意図せず撮ってしまい政府にマークされてしまうなど抜けている一面もある。カメラよりフィルムが大事。口癖は「あたしはね　1人でやれんのよ」。持ち前の行動力でその言葉通り一人で物事をこなそうとするも、結果的に一人ではやれないことも多い。
アルテア（Althea）
声：下屋則子
リルティ族の少女で、リルティ王国の王女。幼くして母を亡くしており、さらに父＝国王が病床に伏したため、自らが王国を支えなければと気負う。ミーアと言うフェレットを飼っている。
彼女の胸元にはクリスタルアイドルがあり、お忍びであっても身に着けている。実はクリスタルベアラーで胸元がクリスタル化している、普段はクリスタルアイドルとスカーフによって隠されている。父である国王の病気を治すため国中を探し回っており、レイルに癒しのベアラーはいないかと聞いた。リザレクション後に起きる「ユークの究極魔法」の発動が気がかりでレイルにクリスタルアイドルを渡さなかった。エンディングでは女王に就任し、クリスタルベアラーでもなくなった。彼女もまたジュグランに右腕に触れたがクリスタル化しなかった人物である。お忍びではメガネをかけている。フルネームは「アルテア=ソル=アルフィタリア」。
ジュグラン（Jegran）
声：大友龍三郎
本作のラストボス。リルティ族の軍人。リルティ王国軍参謀長でクァイスの上司。リルティ族とは思えない体躯の持ち主。王国と王に絶対的忠誠を誓い、そのためにはいかなる手段も厭わない。実はクリスタルベアラーで右手がクリスタル化しているが普段は篭手で隠している。能力は物体をクリスタル化することで作中では人やチョコボ、さらには魔物や軍艦をクリスタル化している。国王も物語開始前後にジュグランの手にかかりクリスタル化されている。これにより出来たクリスタルは往来の魔晶石と色が違う（ユークの魔晶石が青白い色に対しこちらは赤い色をしている）が普通に使用できる、なおクリスタル化した者を元に戻す方法はレイルによるとないらしい。最後はクリスタル化した戦艦と融合して巨大なモンスターと化すも、同じくクリスタルで強化されたレイルに敗れ去る。
シド（Cid）
声：辻親八
リルティ族の技師。元王国の筆頭技師であり、王国で広く利用されている「魔晶機関」の生みの親。現在は「ただの町工場のオヤジ」と自称している。最近クリスタルではなく蒸気を動力とする「蒸気機関」を発明した。人使いが荒くレイルやベルもこき使った。レイルとクァイスに自宅の一部を間借りさせている。
最終決戦ではジュグランによって全ての魔晶機関が停止させられたため、蒸気機関でアレクシス号を飛ばした。戦艦の砲撃から王都を守るべく船ごと身を挺して庇うが、すんでの所でクァイスに救出される。
バイガリ（Vygari）
声：楠見尚己
セルキー族。セルキー離れした巨躯と強面で自分勝手なセルキーたちを纏め上げる「セルキーズギルド」の長。王国＝リルティを忌み嫌っており、セルキーでありながら王国に取り入ろうとするクァイスのことも快く思っていない。国を横断する魔晶機関車の管理人でもある（当初使われていた魔晶機関は中古品で、クラヴァットから安く買ったものらしい）。王国の命令で魔晶石の取り上げに頭を悩ませていたがシドが新たに開発した「蒸気機関（スチームエンジン）」を購入する。重犯罪人（ベル）をかくまった容疑でギルドのメンバーもろとも浮遊監獄送りにされる。そこでジュグランにメンバーと一緒に襲われるも救出されたが、ジュグランに抵抗していたクァイスとベルを庇いクリスタル化された。
アミダテリオン（Amidatelion）
声：田中敦子
ユーク族。レイルと何度も対峙する相手。「リザレクション」を目的として世界中を暗躍する。レイル同様クリスタルベアラーで腹部がクリスタル化している。座標と物体が分かっていればなんでも召喚できる能力を持つ。能力を応用し物質透過や空間移動もできる（ただし空間移動する際はレイルの能力で自身を引き出してもらわないといけない）。ユーク族の特徴的な頭故に、名乗るまでレイルには「ヤカン頭」と呼ばれていた。
当初はレイルはアミダテリオンを追い駆けるのが目的だったが、物語後半で仲間のような関係に。しかし、レイルの不意を着いてクリスタル化しようとしたジュグランの手からレイルを庇い、クリスタル化が進む体で2度目のリザレクションを行いユークのクリスタルを見守るかのようにレイルに礼と「重力を感じる」と言い残し、クリスタル化する。アミダテリオンを殺害したジュグランにはレイルも激しい怒りを抱いていた。レイル曰く「関係は貸し借り」。他のユーク族からは少々変わり者扱いを受けていたらしく、それゆえレイルと気が合った。
作中で、アミダテリオンの口からクリスタルクロニクルシリーズを通して謎とされていたユーク族の生態が明かされる。

## 発表からの経過
- 2005年5月18日、まだ現在のWiiが「Revolution」というコードネームで呼ばれていた時にスクウェア・エニックスがRevolutionに参入するという発表と共に「FINAL FANTASY クリスタルクロニクル シリーズをRevolutionで企画する」という発表もされた。この発表（PDF）の中ではGC版の開発元だったゲームデザイナーズ・スタジオの企画をそのままスクウェア・エニックスが引き継いで発売させるという内容であり、スクウェア・エニックスの大株主であるソニー・コンピュータエンタテインメントに配慮して作られたゲームデザイナーズ・スタジオの存在意義が薄まっていることをうかがわせる発表だった。また次世代据置ゲーム機で予定されているファイナルファンタジーシリーズのオリジナル作品の中で、実はスクウェア・エニックス自身が開発中であると公式に発表した時期が最も早い。
- 2006年5月9日に行われたE3のスクウェア・エニックスのカンファレンスで『FFCC RoF』と共に『ファイナルファンタジー・クリスタルクロニクル クリスタルベアラー（仮題）』として発表される。
- 2006年12月15日のスクウェア・エニックスからの公式アナウンスとして『FFCC RoF』と共に『ファイナルファンタジー・クリスタルクロニクル クリスタルベアラー』として正式タイトルが決まりタイトルの（仮題）が消滅する。またタイトルロゴも正式に決定する。『FFCC RoF』はジャンプフェスタ2007にプレイアブル出展されたが本作は出展されなかった。しかしジャンプフェスタ2007で出展された『FFCC RoF』のプロモーション映像の最後にWiiで本作品を作っているという映像が少しだけ流れた。
- 2007年5月12、13日開催のSQUARE ENIX PARTY 2007で映像出展された。
- 2007年8月23日発売の『FFCC RoF』に、値段は百万ギルで、最強の（99Lv.）クラヴァット男性の専用最強装備として、「レイルジャケット」が登場。
- 2009年1月29日発売の『ファイナルファンタジー・クリスタルクロニクル エコーズ・オブ・タイム』（Wii版）に最新トレーラーが収録。DS版のものも含め、この作品にも「レイルジャケット」が登場するが、「レイルゴーグル」も登場する。
- 2009年3月31日、ティザーサイトを世界7か国に向けて同時オープン。前述のトレーラーを含むムービーが順次公開されている。
- 2009年4月17日、公式サイトオープン。
- 2009年9月15日、11月26日の発売予定から2週間前倒しすることが発表された[4]。

## スタッフ
- 板鼻利幸 - ディレクター、メインキャラクターデザイン
- 河津秋敏 - プロデューサー、シナリオ
- 岩崎英則、山崎良 - コンポーザー